# يان جيبسون
يان جيبسون (بالإنجليزية: Ian Gibson)‏ (30 مارس 1943 في المملكة المتحدة - 25 مايو 2016) هو لاعب كرة قدم بريطاني في مركز الوسط. شارك مع منتخب اسكتلندا تحت 21 سنة لكرة القدم. أما مع النوادي، فقد لعب مع كارديف سيتي وكوفنتري سيتي ونادي أكرينغتون ستانلي ونادي بورنموث ونادي ميدلزبره وويتبي تاون ‏ وهايلاندز بارك ‏ ونادي بيريا بارك ‏ ونادي برادفورد بارك أفنيو.

## وصلات خارجية
- يان جيبسون على موقع قاعدة بيانات كرة القدم.إي يو (الإنجليزية)